# Steve Seymour
Stephen ("Steve") Andrew Seymour, född 4 oktober 1920 i New York, död 18 juni 1973 i Los Angeles, var en amerikansk friidrottare.
Seymour blev olympisk silvermedaljör i spjutkastning vid sommarspelen 1948 i London.